# Маньяра (область)
Маньяра (англ. Manyara) — одна из 30 областей Танзании. Имеет площадь 47 913 км², из которых 46 359 км² принадлежат к суше, по переписи 2012 года её население составило 1 425 131 человек. Административным центром области является город Бабати.

## География
Расположена на севере страны, на территории этой области находится озеро Маньяра.

## Административное деление
Административно область разделена на 5 округов:
- Мбулу
- Хананг
- Бабати
- Симанджиро
- Кикето